# Liste der Bodendenkmale im Landkreis Bautzen

Karte des Landkreises Bautzen

In der Liste der Bodendenkmale im Landkreis Bautzen sind die Bodendenkmale im Landkreis Bautzen nach dem Stand der Auflistung von Harald Quietzsch und Heinz Jacob aus dem Jahr 1982 aufgeführt. Eventuelle Änderungen und Ergänzungen, insbesondere aus der Zeit nach der Wende, sind nicht berücksichtigt, da für Sachsen aktuell keine neueren allgemein zugänglichen Bodendenkmallisten vorliegen. Die Kulturdenkmale sind in der Liste der Kulturdenkmale im Landkreis Bautzen aufgeführt.
Diese Liste ist eine Teilliste der Liste der Bodendenkmale in Sachsen.

## Aufteilung
Wegen der großen Anzahl von Bodendenkmalen im Landkreis Bautzen ist diese Liste in Teillisten nach den Städten und Gemeinden aufgeteilt.
| Karte | Bodendenkmale in …     | Denkmale |
| ----- | ---------------------- | -------- |
|       | Arnsdorf               |          |
|       | Bautzen                |          |
|       | Bernsdorf              |          |
|       | Bischofswerda          |          |
|       | Burkau                 |          |
|       | Crostwitz              |          |
|       | Cunewalde              |          |
|       | Demitz-Thumitz         |          |
|       | Doberschau-Gaußig      |          |
|       | Elsterheide            |          |
|       | Elstra                 |          |
|       | Frankenthal            |          |
|       | Göda                   |          |
|       | Großdubrau             |          |
|       | Großharthau            |          |
|       | Großnaundorf           |          |
|       | Großpostwitz/O.L.      |          |
|       | Großröhrsdorf          |          |
|       | Haselbachtal           |          |
|       | Hochkirch              |          |
|       | Hoyerswerda            |          |
|       | Kamenz                 |          |
|       | Königsbrück            |          |
|       | Königswartha           |          |
|       | Kubschütz              |          |
|       | Laußnitz               |          |
|       | Lauta                  |          |
|       | Lichtenberg            |          |
|       | Lohsa                  |          |
|       | Malschwitz             |          |
|       | Nebelschütz            |          |
|       | Neschwitz              |          |
|       | Neukirch               |          |
|       | Neukirch/Lausitz       |          |
|       | Obergurig              |          |
|       | Ohorn                  |          |
|       | Oßling                 |          |
|       | Ottendorf-Okrilla      |          |
|       | Panschwitz-Kuckau      |          |
|       | Pulsnitz               |          |
|       | Puschwitz              |          |
|       | Räckelwitz             |          |
|       | Radeberg               |          |
|       | Radibor                |          |
|       | Ralbitz-Rosenthal      |          |
|       | Rammenau               |          |
|       | Schirgiswalde-Kirschau |          |
|       | Schmölln-Putzkau       |          |
|       | Schwepnitz             |          |
|       | Sohland an der Spree   |          |
|       | Spreetal               |          |
|       | Steina                 |          |
|       | Steinigtwolmsdorf      |          |
|       | Wachau                 |          |
|       | Weißenberg             |          |
|       | Wilthen                |          |
|       | Wittichenau            |          |